# فرناندو غالفان
فرناندو غالفان (بالإسبانية: Fernando)‏ هو فقيه لغة ومترجم إسباني، ولد في 24 يوليو 1957 في لاس بالماس دي غران كناريا في إسبانيا.